# Área de Conservação da Paisagem de Aegna
A Área de Conservação da Paisagem de Aegna é um parque natural situado no condado de Harju, na Estónia.
A sua área é de 303 hectares.
A área protegida foi designada em 1991 para proteger a Ilha de Aegna e a sua natureza. Em 2010, a unidade de conservação foi reformulada como área de preservação paisagística.